# Formica pisarskii
Formica pisarskii är en myrart som beskrevs av Gennady M. Dlussky 1964. Formica pisarskii ingår i släktet Formica och familjen myror. Inga underarter finns listade i Catalogue of Life.